# Клавсигайло
Клавсигайло (або Кловсиґайло), во хрещенні Бернард (лат. Berhardus dictus Clausgel, нім. Clawssegail, Clawsigal, Clausigal, лит. Klausigaila) — впливовий жемайтський боярин зламу XIV–XV століть, родом із містечка Росейни.     
Мав характерне двохосновне ймення: компонент *klaus- перегукується з литовським klausyti, klausus, тобто «слухати», «бути слухняним», а *gail-, що часто трапляється в балтійському язичницькому антропоніміконі, означає «сильний», «міцний».  
Уперше нобіль згадується 26 травня 1390, коли в Кенігсберзі разом з іншими представниками жемайтської знаті дав обіцянку вірності «королю» (konige) Вітовту, який саме втік було до тевтонців. В червні 1409 за його ж наказом Клавсигайло вирядивсь на Жомойть, аби спонукати земляків к виступу супроти хрестоносців. Комтур Рагніту, доносячи згодом великому магістру про розмах повстання, завважував й об діяльній участі боярина в ньому.  
Відтак зринає аж у справі 1413 р. супроти Німецького ордену.
Від вел. кн. Вітовта та Казимира Ягеллончика дістав 2 куничників. Звісток про батьків і жінку відсутні, син — Ян Мінімонт — отримав за Городельською унією герб Окша. 